# Solowezki-Inseln
Die Solowezki-Inseln (russisch Соловецкие острова / Solowezkije ostrowa), auch Solowki-Inseln oder Solowki genannt, sind eine aus sechs größeren bewohnten und mehreren kleineren unbewohnten Inseln bestehende russische Inselgruppe im Weißen Meer. Die Inseln gehören verwaltungstechnisch zur Oblast Archangelsk. Als Alexander Solschenizyn den Begriff Archipel Gulag prägte, dachte er auch an den Archipel Solowki. Das Sonderlager Solowezki war Russlands erstes großes Häftlingslager, das Modell des sowjetischen Lagersystems.

## Lage
Die Inseln liegen im Weißen Meer 530 Kilometer nördlich von St. Petersburg und 160 Kilometer südlich des Polarkreises. Die Halbinsel Kola befindet sich 150 Kilometer weiter nördlich.
Kommend vom russischen Festland aus der kleinen Stadt Kem, ist das erste, was man von den Solowki erblickt, ein Umriss mit vielen kleinen vorgelagerten Inseln. Je näher das Boot den Inseln kommt, desto größer wird der aus der Ferne sichtbare Kreml. Das Solowezki-Kloster wurde 1429 auf der Hauptinsel von den Mönchen Sawwati, German und Sossima gegründet; es stellte eines der wichtigsten wirtschaftlichen, politischen, kulturellen sowie militärischen Zentren der Gegend dar.

## Inseln
Der Archipel besteht aus folgenden sechs größeren sowie einer Anzahl kleinerer Inseln:
- Bolschoi Solowezki (Groß-Solowezki) (246 km²)
- Anserski (47 km²)
- Bolschaja Muksalma (17 km²)
- Bolschoi Sajazki (1,25 km²)
- Maly Sajazki (1,02 km²)
- Malaja Muksalma (0,57 km²)

## Geschichte
Im 13. Jahrhundert siedelten sich Mönche auf den Inseln an und errichteten ein Kloster.
Es wurde im 18. Jahrhundert von den russischen Zaren zu einer Festung und einem Staatsgefängnis ausgebaut, in dem über zweieinhalb Jahrhunderte überwiegend politische Gefangene inhaftiert wurden.

### Straflager des Gulag
Im 20. Jahrhundert wurden die Solowezki-Inseln zu einem Symbol der russischen Geschichte, zum Inbegriff des Roten Terrors in Sowjetrussland und nachfolgend des Großen Terrors. Das Solowezki-Lager zur besonderen Verwendung bildete die Keimzelle für den berüchtigten Gulag und beherbergte auf dem Höhepunkt 1931 um 71.800 Häftlinge.

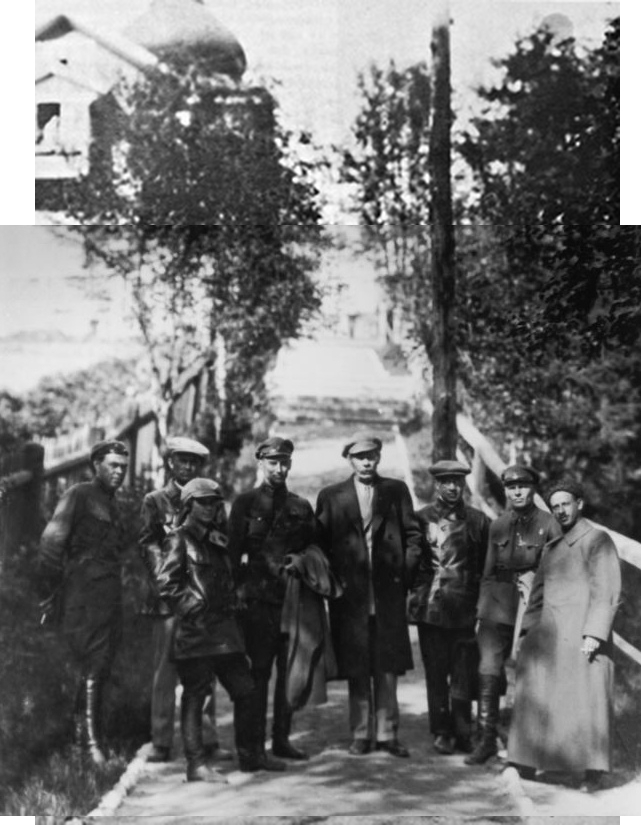
Maxim Gorki (vierter von rechts) besichtigt mit Gleb Boki (links von Gorki) und Funktionären der Geheimpolizei OGPU die Solowezki-Inseln (1929)

Die geografische Lage des Archipels Solowezki sowie die Tatsache, dass sich im Kloster bereits ein Gefängnis befand, spielten eine Rolle für die Entstehung der Lager. Alle klösterlichen Einrichtungen und Einsiedeleien auf der Insel wurden durch die sowjetischen Behörden in Lagereinrichtungen umfunktioniert. Bereits im Mai 1920 entstand im Kloster ein Arbeitslager, das ab 1923 der Verwaltung der Nördlichen Lager unterstellt wurde. Im Oktober 1923 entstand das „Solowezki-Lager zur besonderen Verwendung“ (SLON) sowie USLON, die „Verwaltung der Solowezki-Lager zur besonderen Verwendung“ mit den ersten 130 Insassen. Beide unterstanden der OGPU in Moskau. Eine „Spezialabteilung“ innerhalb der OGPU hatte die Zuständigkeit über die Lager inne. Die Verwaltung befand sich in Archangelsk, bis sie 1923 nach Moskau verlegt wurde. Die eigentlichen Machtbefugnisse besaß der Lagerkommandant, der von SLON gestellt wurde. Von 1923 bis 1925 war Alexander Nogtew (1892–1947) der erste Lagerkommandant, danach bis 1929 Fjodor Eichmans (1897–1938), von 1929 bis 1930 wieder Nogtew. Eine wesentliche Rolle als Organisator des Solowezki-Straflagers zu einem Modell für den ganzen Gulag spielte Naftali Frenkel (1883–1960). Das Motto über dem Eingangstor des Lagers lautete: „Laßt uns mit eiserner Hand die Menschheit ihrem Glück entgegentreiben.“
Die besondere Bestimmung der Lager bestand in der Isolierung von politischen Gegnern des neuen Systems sowie in der Ausbeutung ihrer Arbeitskraft. Zu diesen zählten politische Oppositionelle, Angehörige unliebsamer bürgerlicher Volksschichten (sogenannte „Klassenfeinde“, Priester, Mönche, Weißgardisten, Menschewiki, Sozialrevolutionäre und Anarchisten). Ende Oktober 1937 wurden 1111 Strafgefangene von den Solowezki-Inseln aufs Festland gebracht und zwischen Ende Oktober und Anfang November 1937 in Sandarmoch (Karelien) in der Nähe von Medweschjegorsk erschossen, unter ihnen der Meteorologe Alexei Wangenheim († 3. November 1937). Mehrere zehntausend Häftlinge wurden während des Großen Terrors in den Wäldern um Medweschjegorsk durch Genickschuss ermordet. Das Lager war gekennzeichnet durch schlechte medizinische Versorgung, Misshandlungen bis zur Folter sowie unzureichende Nahrung für die Häftlinge. Viele der Inhaftierten litten unter Depressionen aufgrund der kurzen Sommermonate und der Kälte des Winters. Besonders verheerend war die schlechte medizinische Versorgung. Bei einer Epidemie im Sommer 1925/26 starb ein Drittel der 6.000 Häftlinge an Typhus.

## Heute

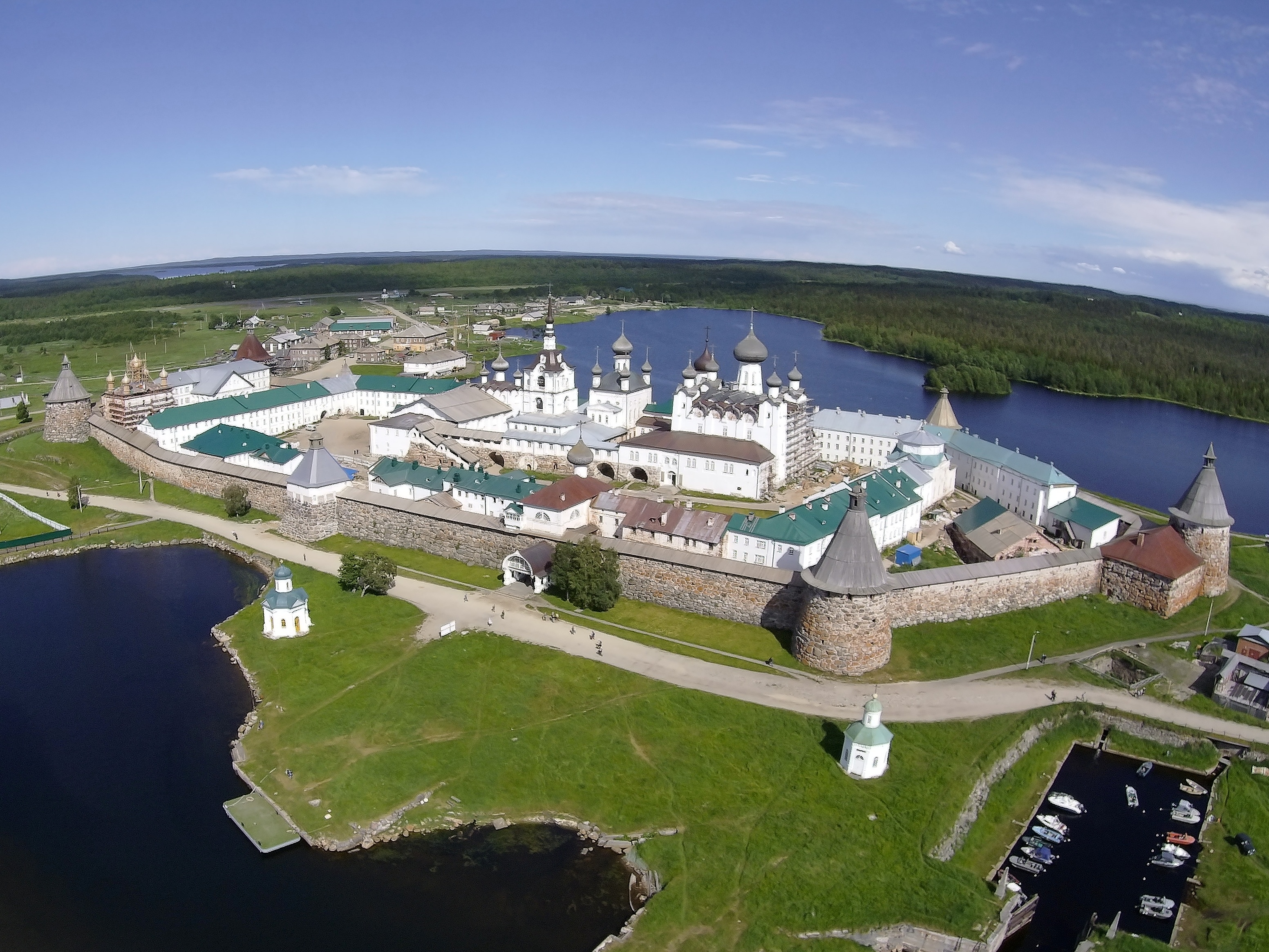
Luftbild des Solowezki-Klosters (2017)

Seit 1992 werden die Klosteranlagen wieder von russisch-orthodoxen Mönchen bewohnt; ein Gefängnis befindet sich nicht mehr auf den Inseln.
Die wichtigsten Gebäude stehen ebenfalls seit 1992 als Weltkulturerbe unter dem Schutz der UNESCO.
Die Inseln und ihre geschichtlichen Bauwerke können von Touristen im Rahmen geführter Ausflugstouren besucht werden.
Das Kloster ging nach dem Medwedew-Gesetz von 2010 vom Staat an die russisch-orthodoxe Kirche über. Nach der Ernennung des Abts des Klosters, Bischof Porfiry, zum Direktor des örtlichen Museums, unterzeichnete dieser am ersten Tag seiner Amtszeit die Übertragung von Hunderten von Museumsexponaten in den Besitz des Klosters.
Mahnmale in Moskau, St. Petersburg und Archangelsk bestehen aus Steinen, die von den Inseln stammen. Der Sozialhistoriker Gabor T. Rittersporn wies – ohne den gemeinten Präsidenten Wladimir Putin namentlich zu nennen – darauf hin, dass die offizielle russische Erinnerung die christliche Tradition für das „Heilige Russland“ betone und über die kaum dokumentierte Geschichte des Solowezker Lagers zu Zeiten des Roten und Großen Terrors nicht nachdenke.

### Dokumentarfilm
- Patrick Rotman: Gulag – Die sowjetische „Hauptverwaltung der Lager“. Arte, abgerufen am 31. März 2020.